# Benoît Janvier
Pour les articles homonymes, voir Janvier (homonymie).
Benoît Janvier, né le 13 mars 1978 à Eaubonne, est un maître d'armes d'escrime, spécialisé dans l'enseignement de l'épée.

## Biographie
Comme sportif, Benoît Janvier gagne la médaille d'or de la compétition par équipe aux Championnats du monde d'escrime 2002, avec Fabrice Jeannet, Jean-Michel Lucenay, Hugues Obry, et trois médailles aux Championnats d'Europe d'escrime entre 2000 et 2003.
Il occupe ensuite un rôle de maître d'armes au sein de l'équipe de France, poste dont il est écarté en février 2019. Il s'occupe alors des épéistes de la sélection colombienne qui a son centre fédéral à Saint-Gratien, son club formateur.
Il est titulaire du diplôme d'État supérieur de jeunesse de l'éducation populaire et du sport (DESJEPS), Performance sportive escrime.

## Palmarès international
| Édition           | Lieu                  | Médaille           | Compétition     |
| ----------------- | --------------------- | ------------------ | --------------- |
| Ch. d'Europe 2000 | Funchal ( Portugal)   | Médaille d'or      | épée par équipe |
| Ch. d'Europe 2001 | Coblence ( Allemagne) | Médaille de bronze | épée par équipe |
| Mondiaux 2002     | Lisbonne ( Portugal)  | Médaille d'or      | épée par équipe |
| Ch. d'Europe 2003 | Bourges ( France)     | Médaille d'or      | épée par équipe |